# Hartmann van Sankt-Gallen
Hartmann van Sankt-Gallen (onbekend – Sankt-Gallen, 21 september 925) was abt van Sankt-Gallen van 922 tot zijn dood in 925.

## Levensloop
Hartmann werd benedictijner monnik in de abdij van Sankt-Gallen vanaf de jaren 880. Hij was eerst diaken en nadien schrijver van oorkonden (897-910). Vervolgens werd Hartmann bevorderd tot boekhouder of Camerarius van de abdij (910) en tot prior (920). In 920 stierf de abt, Salomo III. Prior Hartmann stelde zich kandidaat voor de wijding tot abt doch 2 naaste medewerkers van Salomo III wilden ook abt worden. Uiteindelijk viel de functie toe aan Hartmann (922). 
Abt Hartmann zette zich in voor wetenschappelijke vorming van de monniken. Hiertoe schreef hij een kroniek, die nadien, bij de inval van de Hongaren, verloren ging. Als beheerder deed Hartmann het niet goed: goederen van het klooster werden achtergehouden wegens gebrekkige controle van de leveranciers. Dit zou de abdij belangrijke financiële schade opgeleverd hebben. Hartmann stierf in 925.
- Gemeinsame Normdatei: 102491895
- Historisch woordenboek van Zwitserland: 025154
- Virtual International Authority File: 15161761
- WorldCat: E39PBJwhvhYjWTb8MyY9vV3YT3